# Max-Théodore Cerfberr
Pour les autres membres de la famille, voir Famille Cerfberr de Medelsheim.
Max-Théodore Cerfberr (9 décembre 1792 à Nancy - 24 janvier 1874 à Paris) est un militaire et homme politique français.

## Biographie
Petit-fils de Cerf Beer, il épouse sa cousine Elisa Adèle Augustine Ratisbonne, fille d'Auguste Ratisbonne, banquier et président du Consistoire israélite du Bas-Rhin, et d'Adélaïde Cerfberr. Son épouse est la sœur de Théodore et Alphonse Ratisbonne. Son frère Alphonse-Théodore Cerfbeer (1791-1859) est capitaine d'artillerie et auteur dramatique.
Il se destine de bonne heure à la carrière des armes, est fait officier par Napoléon, sans avoir passé par l'École, devient capitaine d'état-major en 1827, chef d'escadron en 1834, et est attaché au ministère de la Guerre comme secrétaire du comité de l'état-major.
En 1839, le général Schneider, nommé ministre de la guerre, le prend pour son chef de cabinet. Il parvient au grade de lieutenant-colonel, et entre à la Chambre des députés, le 9 juillet 1842 pour le 6e collège du Bas-Rhin (Wissembourg).
Il soutient le gouvernement de ses votes, et s'occupe spécialement de questions militaires ; il obtient notamment une augmentation de 150 000 francs sur le fonds destiné aux secours des vieux soldats. Le colonel Cerfberr est réélu le 1er août 1846 ; il soutient de ses votes le ministère Guizot. La Révolution française de 1848 le rend à la vie privée.
Il est président du Consistoire central israélite de France de 1846 à 1871, ainsi qu'administrateur du théâtre du Gymnase à Paris.

## Publications
- Du Vote de l'armée (1850)
- De la nécessité de constituer le corps des officiers de santé dans l'armée et pour l'armée (1848)
- Projet de réorganisation du corps des officiers de santé militaires (1848)